# Årstalundens reservoar

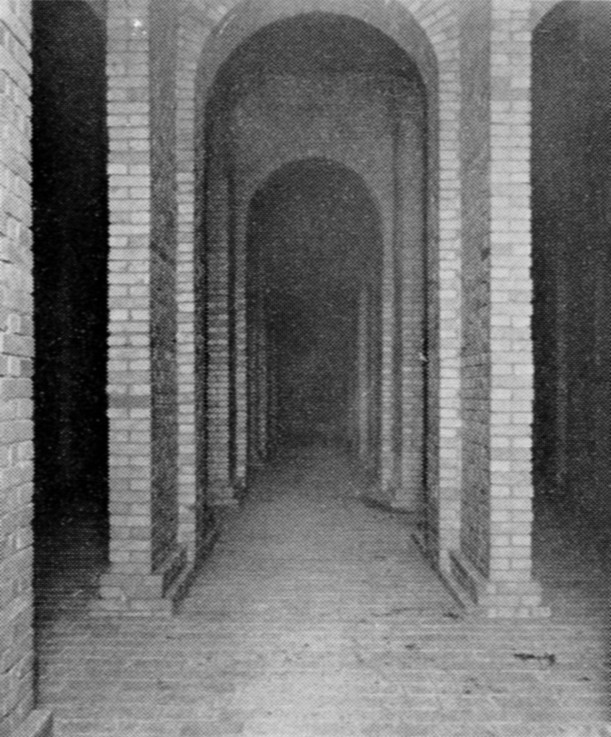
Årstalundens reservoar 1861, interiör.

Årstalundens reservoar var en vattenreservoar i Årstalunden på Södermalm i Stockholm. Reservoaren invigdes 1861 och kompletterades 1876 av ytterligare en reservoar. Båda revs i mitten på 1930-talet, när Södersjukhuset började anläggas på platsen.

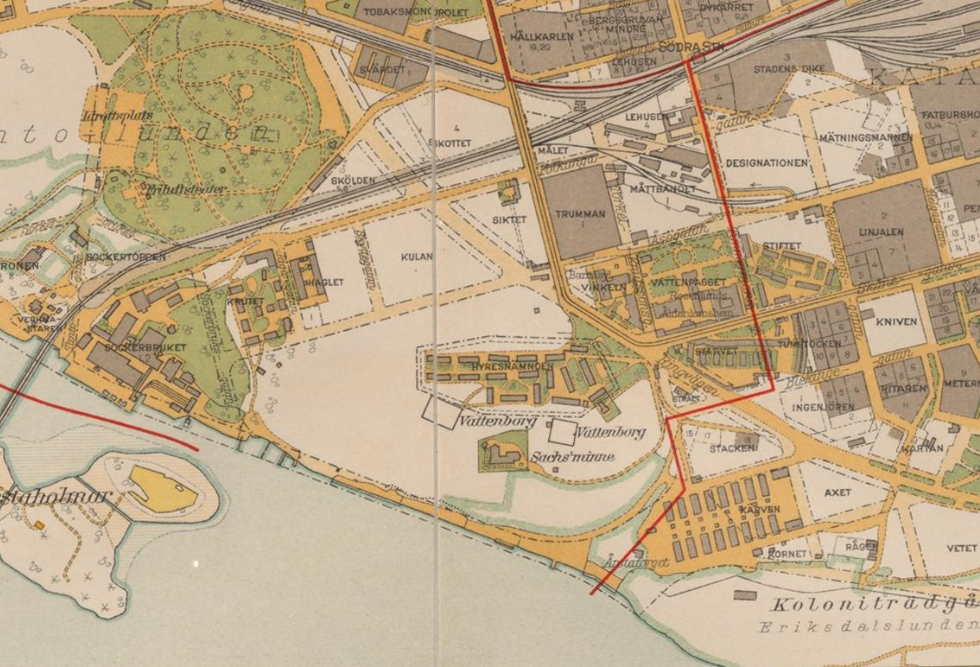
Årstalundens reservoarer 1920-tal

Årstalundens första reservoar ingick i distributionssystemet för Skanstullsverket som var Stockholms första vattenverk, beläget vid Årstaviken, ungefär där Eriksdalsbadet ligger i dag. Reservoaren (på kartor även kallad "Vattenborg") var kvadratisk och uppförd av tegelvalv. Den hade ett vattendjup på 6,0 meter och rymde 5 120 m³ vatten. Högvattennivån låg vid 56,9 meter över Slusströskeln. Det var den nivån som gav det högsta trycket i Stockholms rörnät. Från reservoaren gick en 19 tums ledning (483 mm) till Götgatans huvudledning. Fyra gånger om dygnet fick en man från vattenverket gå till reservoaren för att läsa av vattennivån. 15 år senare köpte man in elektriska vattenståndsmätare som via vattenverkets egen telegraflinje förde över värdena.
I takt med att Stockholms vattenledningsnät förstärktes och utvidgades blev ytterligare en reservoar nödvändig. Även den placerades i Årstalunden, strax väster om den första. Den blev rektangulär med en volym av 6 157 m³ och färdigställdes 1886. Hög- och lågvattenstånden var desamma som i den äldre reservoaren. Redan samma år satt man igång byggarbetena med Vanadislundens vattenreservoar som därmed tryggade vattenförsörjningen i de norra stadsdelarna.